# Sandøyna
Sandøyna (også skrevet Sandøya) er den største ø i Gulen kommune, Vestland fylke i Norge. Den ligger nord for Fensfjorden, vest for Gulenhalvøen som den er adskilt fra af Brandangersundet, og  øst for  øerne Mjømna og Byrknesøyna. Den har et areal på 31,91 km². og har  130 indbyggere. 

## Trafik
Fylkesvej 4 går over øen og forbinder den med fastlandet via Brandangersundet bro mellem Sandøy og Fivelsdal på fastlandet som åbnede 4. november 2010 og dermed gav fastlandsforbindelse for øerne i Ytre-Gulen. De andre broer i denne forbindelse er Mjåsundbroen som forbinder Sandøy med Mjømna, Nappsundbroen og Mjømnesundbroen som forbinder Mjømna med Byrknesøyna. Tidligere gik fastlandsforbindelsen via færgeforbindelsen Leirvåg-Sløvåg-Skipavik. Skipavik på Sande blev sløjfet som stoppested på færgeruten da Brandangersundet bro åbnede.
Skjerjehamn, længst mod nordvest på øen, var tidligere et knudepunkt for skibstrafikken i området.

## Erhvervsliv
Der var forsøg med torskeopdræt fra midten på 1980'erne; Stolt Seafarm havde et klækkeanlæg og opdræt af torskeyngel ved Ånnelandsundet. I 2000 overtog Vestvik Marinefarm AS torskeopdrættet. I dag drives der torskeopdræt, tidligere østersopdræt, i Tunsbergpollen.